# 刘海年
刘海年（1936年4月—），男，河南唐河人，中国法学家，中国社会科学院法学研究所研究员，中国社会科学院人权研究中心主任，中国社会科学院荣誉学部委员。